# Katelin Guregian
Katelin Guregian (nascida Snyder; Nashua, 16 de agosto de 1987) é uma remadora e timoneira estadunidense, campeã olímpica.

## Carreira
Guregian competiu nos Jogos Olímpicos de 2016, no Rio de Janeiro, onde conquistou a medalha de ouro com a equipe dos Estados Unidos no oito com.